# ماركو فيدال
ماركو فيدال (بالإسبانية: Marco Vidal)‏ (21 فبراير 1986 بدالاس في الولايات المتحدة - ) هو لاعب كرة قدم مكسيكي في مركز الوسط. لعب مع كلوب ليون ونادي باتشوكا وأتليتكو سان لويس وLobos BUAP ‏ وIndios de Ciudad Juárez ‏ وMineros de Zacatecas ‏.

## وصلات خارجية
- ماركو فيدال على موقع قاعدة بيانات كرة القدم.إي يو (الإنجليزية)
- ماركو فيدال على موقع Soccerway.com (الإنجليزية)
- ماركو فيدال على موقع AS.com (الإسبانية)